# Hilel

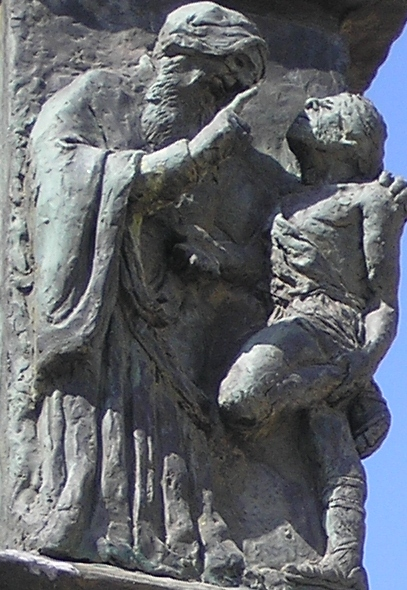
La enseñanza de Hilel, relieve de la Menorá de la Knéset, por Benno Elkan, 1956.

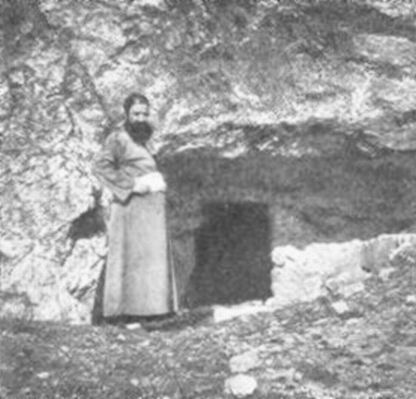
Tumba de Hilel en el Monte Meron, Imperio Romano. Fotografía en torno al año 1900

Hilel o Hillel, llamado Hilel el Anciano y más conocido como Hilel el Sabio (c. 70 a. C.-10 d. C.), fue un eminente rabino y maestro judío, el primer erudito que sistematizó la interpretación de la Torá escrita.
Entre estas sectas, la más influyente era la de los fariseos que tuvo como jefe a Hillel, fundador de la célebre escuela, en la que se enseñaba que la fe solo se debía a las escrituras. 
Según el Talmud, nació en Babilonia. Recibió su avanzada formación en Jerusalén, donde se convirtió en una autoridad sobre la ley judía, por lo que fue elegido jefe de su consejo religioso. Su énfasis en el cumplimiento de las normas éticas, en la piedad personal, en la humildad y en la preocupación por los demás fueron precursores de ciertas enseñanzas morales del cristianismo y el islam.
El filólogo francés del siglo XIX, Ernest Renan, propuso en su libro Vida de Jesús que Hillel había sido maestro de Jesús de Nazaret. Ante el pedido de uno de sus estudiantes acerca de cómo se podrían resumir todos los contenidos de la Torá, recoge una hagadá, Hilel respondió: «No hagas a tu prójimo lo que no quieres que te hagan a ti; todo lo demás es comentario».
Fundó una escuela liberal de interpretación de las escrituras, opuesta a la rigidez de la escuela de Shammai. El enfrentamiento entre las dos escuelas se resolvió a su favor. 
Durante muchas generaciones, los líderes religiosos de la comunidad judía de Israel fueron descendientes de Hilel. Fue el inventor del prosboul.